# Élections législatives de 1946 dans les Côtes-du-Nord
Les élections législatives françaises de 1946 se tiennent le 10 novembre. Ce sont les premières élections législatives de la Quatrième république, après l'adoption lors du référendum du 13 octobre d'une nouvelle constitution.

## Mode de scrutin
L'Assemblée nationale est composée de 618 sièges pourvus au scrutin proportionnel plurinominal suivant la règle de la plus forte moyenne dans le cadre départemental, sans panachage. 
Le vote préférentiel est admis, en inscrivant un numéro d'ordre en face du nom d'un, de plusieurs ou de tous les candidats de la liste. Mais l'ordre ne pourra être modifier que si au moins la moitié des suffrages portés sur la liste est numéroté. Dans les faits les modifications ne dépasseront jamais les 7%.
Dans le département des Côtes-du-Nord, sept députés sont à élire.

## Élus
| Député sortant           | Parti | Parti | Député élu ou réélu      | Parti | Parti |
| ------------------------ | ----- | ----- | ------------------------ | ----- | ----- |
| Marcel Hamon             |       | PCF   | Marcel Hamon             |       | PCF   |
| Guillaume Daniel         |       | PCF   | Auguste Le Coënt         |       | PCF   |
| Antoine Mazier           |       | SFIO  | Antoine Mazier           |       | SFIO  |
| Yves Henry               |       | SFIO  | René Pleven              |       | UDSR  |
| Henri Bouret             |       | MRP   | Henri Bouret             |       | MRP   |
| Marie-Madeleine Dienesch |       | MRP   | Marie-Madeleine Dienesch |       | MRP   |
| Honoré Michard           |       | MRP   | Constant Monjaret        |       | MRP   |

## Résultats

### Résultats à l'échelle du département
| Parti    | Parti    | Tête de liste  | Résultats | Résultats | Sièges |  |
| Parti    | Parti    | Tête de liste  | Voix      | %         |        |  |
| -------- | -------- | -------------- | --------- | --------- | ------ |  |
|          | MRP      | Henri Bouret   | 99 717    | 36,21     | 3      |  |
|          | PCF      | Marcel Hamon   | 86 717    | 31,49     | 2      |  |
|          | SFIO     | Antoine Mazier | 54 954    | 19,96     | 1 1    |  |
|          | RGR      | René Pleven    | 33 989    | 12,34     | 1 1    |  |
|          |          |                |           |           |        |  |
| Inscrits | Inscrits | Inscrits       | 339 630   | 100,00    | 7      |  |
| Votants  | Votants  | Votants        | 279 172   | 82,20     |        |  |
| Exprimés | Exprimés | Exprimés       | 275 377   | 98,64     |        |  |